# Карелино (Татарстан)
Каре́лино (тат. Кариле) — село в Балтасинском районе Республики Татарстан, в составе Норминского сельского поселения.

## Этимология
Топоним произошёл от татарских слов «кар» (снег) и «ил» (страна, край).

## География
Село находится на реке Шошма, в 250 м к востоку от посёлка городского типа Балтаси. Вдоль села проходит автомобильная дорога регионального значения 16К - 0396 «Казань — Малмыж».

## История
Село известно с 1678 года. В исторических документах упоминается также под названиями Поскан Кутуймас, Нижняя Нурма.
В XVIII — первой половине XIX веков жители относились к сословию государственных крестьян. Традиционные занятия жителей в этот период — земледелие и скотоводство, также была распространена торговля.
В «Списке населенных мест по сведениям 1859—1873 годов», изданном в 1876 году, населённый пункт упомянут как казённая деревня Карелино Малмыжского уезда Вятской губернии. Располагалась при реке Шошме, по левую сторону Сибирского почтового тракта, в 34 верстах от уездного города Малмыжа. В деревне, в 91 дворе жили 673 человека (348 мужчин и 325 женщин), была мечеть.
В начале XX века в селе действовали мечеть, медресе, 2 мелочные лавки. В этот период земельный надел сельской общины составлял 1367,9 десятин.
До 1920 года село входило в Балтасинскую волость Казанского уезда Казанской губернии. С 1920 года в составе Арского кантона ТАССР.  С 10 августа 1930 года в Тюнтерском, со 2 марта 1932 года в Балтасинском, с 1 февраля 1963 года в Арском, с 12 января 1965 года в Балтасинском районах.
В 1930 году в селе был организован колхоз «Кызыл иль». С 1995 года село в Сельскохозяйственном производственном кооперативе имени Тимирязева (с 2003 г. Общество с ограниченной ответственностью имени Тимирязева).

## Население
| 1782 | 1859 | 1897 | 1908 | 1920 | 1926 | 1938 | 1949 | 1958 | 1970 | 1979 | 1989 | 2002 | 2010 | 2015 |
| ---- | ---- | ---- | ---- | ---- | ---- | ---- | ---- | ---- | ---- | ---- | ---- | ---- | ---- | ---- |
| 17   | 673  | 636  | 684  | 750  | 785  | 846  | 623  | 658  | 764  | 1196 | 1445 | 1341 | 1287 | 1318 |

Национальный состав села - татары.

## Экономика
Жители в основном занимаются полеводством, молочным животноводством, овцеводством, работают в Обществе с ограниченной ответственностью имении Тимирязева, ООО «Профиль», ООО «Управление», ООО «Юлчы», ООО «МДСУ-1».

## Инфраструктура
В селе действуют детский сад (с 1971 года), детско-юношеская спортивная школа, врачебная амбулатория.

## Религия
Мечеть (с 1995 года).

## Известные люди
- Р. Г. Фахрутдинов (1937–2014) – археолог, историк, доктор исторических наук